# Pakistan International Airlines

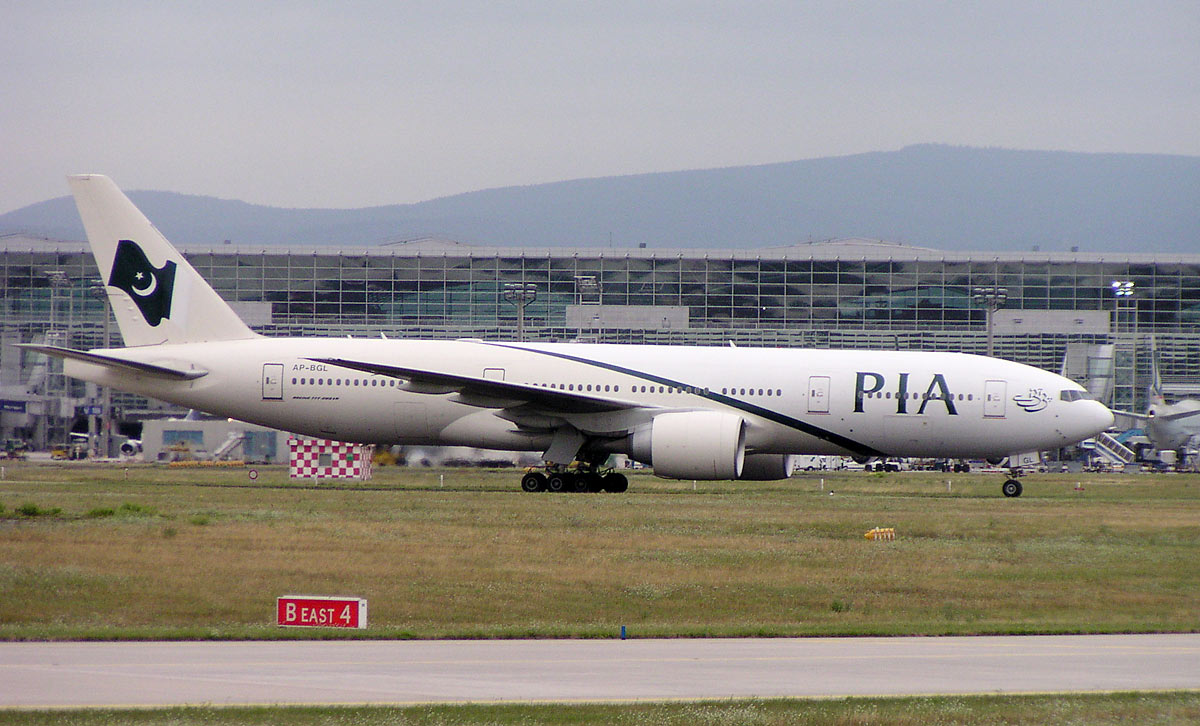
Boeing 777-200ER

Pakistan International Airlines (PIA) grundades 1955 och är Pakistans statliga flygbolag för inrikes och internationell trafik. Bolagets "hub" (hemmaflygplats) ligger i Karachi.

## Flotta
Flygplanstyper PIA använt sig av är bland annat:
- Airbus A300
- Airbus A310
- Airbus A320
- ATR 42
- Boeing 707
- Boeing 720
- Boeing 737
- Boeing 747
- Boeing 777
- Convair 240
- DHC-6 Twin Otter
- Douglas DC-3/C-47
- Douglas DC-10
- Fokker F-27 Friendship
- Hawker Siddeley Trident
- L-1049 Super Constellation
- Vickers Viscount